# 8681 Burs
8681 Burs är en asteroid i huvudbältet som upptäcktes den 2 mars 1992 i samband med projektet UESAC. Den fick den preliminära beteckningen 1992 EN9 och  namngavs senare efter den lilla orten Burs i Gotlands kommun belägen på sydöstra Gotland.
Burs senaste periheliepassage skedde den 5 juli 2022.